# Kościół Niepokalanego Poczęcia Najświętszej Maryi Panny w Chmielniku
Kościół Niepokalanego Poczęcia Najświętszej Maryi Panny w Chmielniku – rzymskokatolicki kościół parafialny znajdujący się w mieście Chmielnik w województwie świętokrzyskim. Należy do dekanatu chmielnickiego diecezji kieleckiej.

## Historia

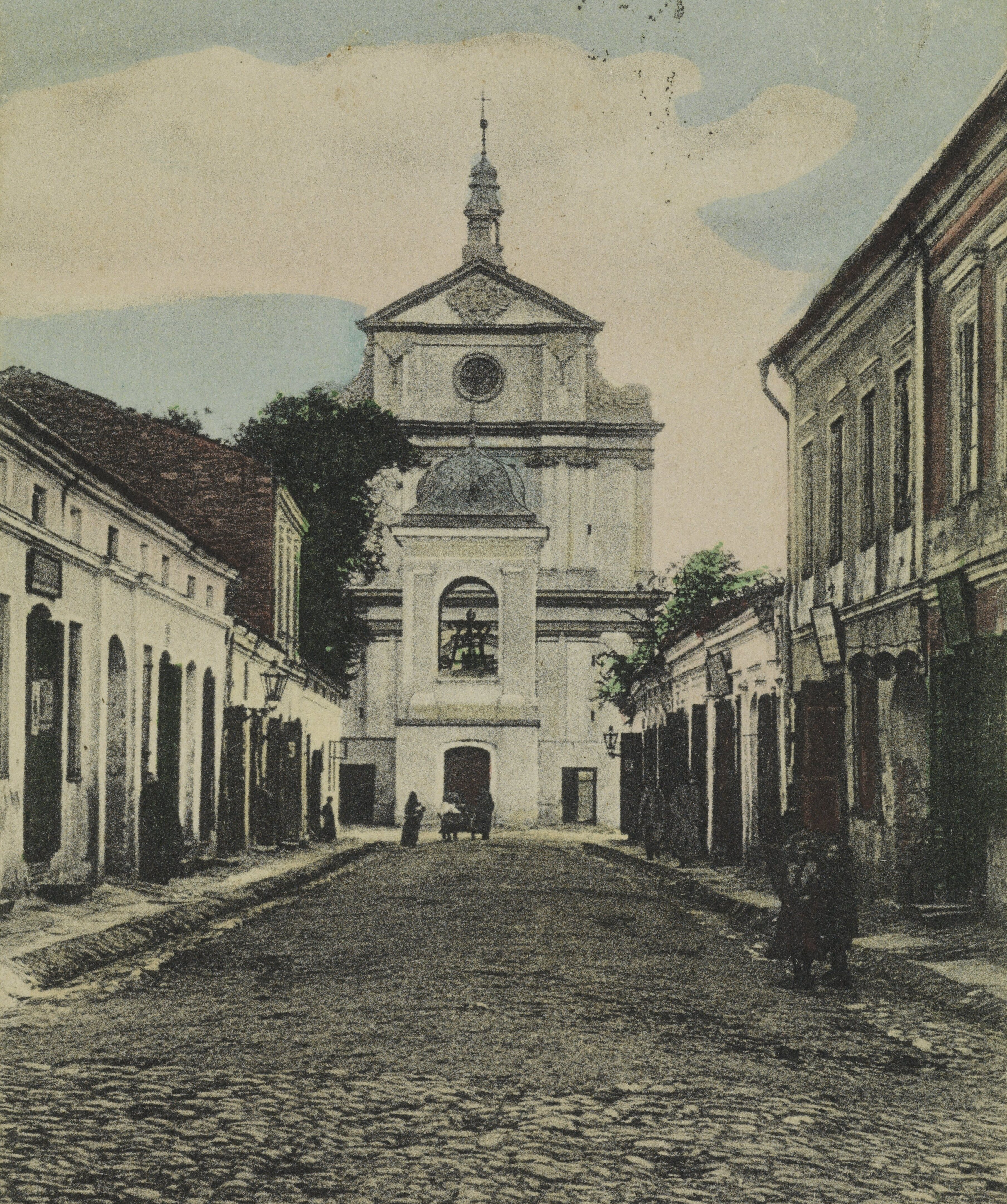
Widok kościoła przed 1908

Obecna świątynia została wzniesiona w latach 1730-1783 przez Jerzego Ożarowskiego, oboźnego koronnego, a następnie przez właścicieli Chmielnika, Andrzeja Moszczyńskiego, wojewodę inowrocławskiego i jego małżonkę Elżbietę z Przebędowskich Moszczyńską. Budynek znajduje się na miejscu dawnego zboru kalwińskiego (wybudowanego w 1660 roku) i przekazanego katolikom w 1689 roku.  W 1783 roku kościół został konsekrowany przez sufragana sandomierskiego, biskupa Wojciecha Boxę Radoszewskiego. 

## Architektura i wyposażenie
Fasada budowli posiada trójkątny szczyt w kształcie attyki, na której umieszczony jest monogram Chrystusa Pana. kościół posiada jedną nawę. Nawa składająca się z trzech przęseł, przedzielona jest przez filary przy ścianach i parzyste pilastry. Między filarami znajdują się wnęki mieszczące sześć ołtarzy. Ołtarz główny znajduje się w absydzie i został wykonany z drewna, wykonano go w XVIII wieku. Podzielony jest na dwie kondygnacje. W dolnej znajdują się 4 kolumny, w górnej – dwie. W ołtarzu znajduje się obraz Maryi Niepokalanej stojącej na księżycu, wykonany w 1736 roku. Z jego lewej i prawej strony znajdują się rzeźby świętych Apostołów Piotra i Pawła